# Старое Баршино
Старое Баршино (каз. Старое Баршино) — упраздненное село в Нуринском районе Карагандинской области Казахстана. Исключено из учётных данных в 2009 году. Входило в состав Баршинского сельского округа. Код КАТО — 355237106.

## Население
В 1999 году население села составляло 193 человека (99 мужчин и 94 женщины). По данным переписи 2009 года, в селе проживало 155 человек (85 мужчин и 70 женщин).